# Edmondo Peluso
Edmondo Peluso (Napoli, 12 febbraio 1882 – Krasnojarsk, 6 marzo 1942) è stato un giornalista, antifascista e comunista italiano.
Emigrato in Unione Sovietica, nel periodo delle "Grandi purghe" staliniane venne più volte arrestato dalla NKVD, condannato e fucilato. Fu riabilitato nel 1956.

## Biografia
Nato a Napoli nel 1882, fin da giovanissimo Edmondo Peluso, prima con la famiglia poi in modo autonomo, ebbe modo di viaggiare e vivere in vari Paesi, europei ed extra-europei, per questo amava definirsi cittadino del mondo, imparando diverse lingue ed esercitando i più disparati mestieri, anche manuali. Lavorò, tra l'altro, come giornalista per varie pubblicazioni socialiste.
Membro del Partito Socialista Italiano dal 1898, Peluso aderì al Partito Comunista d'Italia, fin dal 1921, nello stesso anno in cui fu fondato a Livorno.
Nel 1927 si stabilì definitivamente in Unione Sovietica, iscrivendosi al Partito Comunista di tutta l'Unione (bolscevico). Insegnò italiano e storia del movimento operaio presso l'Istituto di marxismo-leninismo e, successivamente, nell'Università per i lavoratori "Stalin".
Peluso fu arrestato per la prima volta dall'NKVD il 26 aprile 1938. Internato in carcere, venne duramente e lungamente interrogato e torturato fino ad essere costretto a confessare di aver svolto attività controrivoluzionarie e di spionaggio. Fu accusato, tra l'altro, di aver denunciato alla polizia italiana i componenti del Comitato centrale del PCd'I appena formato. Ripresosi, ritrattò la confessione e si proclamò innocente.
Sottoposto a processo, il 14 maggio 1940 fu condannato a cinque anni di confino, senza detenzione, per spionaggio in base al comma 6 dell'articolo 58 del Codice penale della Repubblica Socialista Federativa Sovietica Russa.
Nuovamente arrestato, il 31 gennaio 1942 Peluso fu condannato a morte da una commissione OSO. Dopo poche settimane, all'età di sessant'anni, la sentenza fu eseguita mediante fucilazione a Krasnojarsk in Siberia. Nel 1956, con la destalinizzazione di Nikita Khruščёv, ottenne la riabilitazione.

## Scritti
- La conquista bolscevista. Stoccolma, Commissione socialista internazionale.
- Graždanin mira. Moskva, 1931.